# Pterogenia hamifera
Pterogenia hamifera är en tvåvingeart som beskrevs av Frey 1930. Pterogenia hamifera ingår i släktet Pterogenia och familjen bredmunsflugor. Inga underarter finns listade i Catalogue of Life.